# Bogusław Kukuć
Bogusław Kukuć (ur. 16 lutego 1947 w Łowiczu, zm. 26 września 2024 w Łodzi) – polski dziennikarz i komentator sportowy.

## Życiorys
Ukończył studia na Wydziale Prawa i Administracji Uniwersytetu Łódzkiego w 1970 r. Od 1975 r. pracował jako dziennikarz  "Głosu Robotniczego". W redakcji tej gazety został kierownikiem działu sportowego. Tę samą funkcję sprawował w redakcji "Wiadomości Dnia" w latach 1990-2000. Od 2000 r. był związany z "Dziennikiem Łódzkim". Jako emeryt publikował w mediach klubu sportowego Widzew Łódź. Był redaktorem naczelnym portalu Widzewiak.pl. Był autorem licznych artykułów o tematyce sportowej publikowanych głównie w prasie codziennej a także autorem i współautorem sprawozdań sportowych. Dużo uwagi poświęcał dokumentacji historii klubu sportowego Widzew Łódź, wskutek czego został nazwany: Redaktor Widzew. Był autorem książki: Mój Widzew. 100 wyjątkowych piłkarzy RTS (2023). 26 września 2024 zasłabł podczas konferencji prasowej na stadionie Widzewa Łódź, po czym zmarł. Został pochowany w Alei Zasłużonych na cmentarzu Doły w Łodzi.

## Odznaczenia
- Srebrny Krzyż Zasługi
- Odznaka Związków Sportowych
- Odznaka "Zasłużony dla Województwa Sieradzkiego"
- Medal 600-lecia Łodzi